# Бегишево (Татарстан)
Бегишево — село в Заинском районе Татарстана. Административный центр Бегишевского сельского поселения.

## География
Находится на реке Авлашка, в 25 км к северу от железнодорожной станции Заинск, в 3 км от железнодорожной станции Бегишево.
С 1971 года вблизи села действует аэропорт «Бегишево».

## История
Основано в конце XVII — начале XVIII века предположительно выходцами из деревень Кумазан и Кирмени (ныне Мамадышского района). Упоминался также как Нижний Авлаш. 
До 1860-х годов жители относились к сословию государственных крестьян (из ясачных татар). Их основные занятия в этот период — земледелие и скотоводство, были распространены рогожный, портняжный и кузнечный промыслы, изготовление деревянной посуды (её продавали в Сибири, городе Семипалатинске и в других регионах).
В 1826 году была построена мечеть первого прихода, в 1872 году после пожара отстроена заново (в 1930 г. закрыта, в 1940 г. спилен минарет, до 1980-х гг. в здании располагалась школа, в 1990 г. снесено).
В «Списке населенных мест по сведениям 1870 года», изданном в 1877 году, населённый пункт упомянут как деревня Бигишева (Нижняя Бишева, Нижний Авлаш) 4-го стана Мензелинского уезда Уфимской губернии. Располагалась при речке Авлашке, между левой стороной коммерческого тракта из Бугульмы в село Бетьки и правой — Бирско-Мамадышского, в 70 верстах от уездного города Мензелинска и в 18 верстах от становой квартиры в селе Бережные Челны. В деревне, в 102 дворах проживали 652 человека, татары (320 мужчин и 332 женщины), были 2 мечети («верхнего» и «нижнего» приходов), 2 училища, водяная мельница. Жители занимались пчеловодством, плотничеством.
В 1892 году было открыто медресе, в 1899 году для него было построено каменное здание (сохранилось, до 1990-х гг. использовалось под школьные мастерские), с 1907 года находилось на содержании земства. В 1913 году в медресе и мектебе обучалось 160 учащихся.
К началу XX века также действовали 2 хлебозапасных амбара, 2 торговые лавки, кузница; в этот период земельный надел сельской общины составлял 1185 десятин.
По подворной переписи 1912—1913 годов, из 238 дворов 68 были безлошадными, 163 — одно-, двухлошадными, 7 имели по три и более рабочих лошадей.
В 1919 году село занимали отряды белогвардейцев, в 1921 году население сильно пострадало от голода.
До 1920 году село входило в Ахметьевскую волость Мензелинского уезда Уфимской губернии. С 1920 года в составе Мензелинского, с 1921 года — Челнинского кантонов ТАССР. С 10 августа 1930 года в Челнинском, с 10 февраля 1935 года в Заинском, с 1 февраля 1963 года в Челнинском, с 1 ноября 1972 года в Заинском районах.
В 1929 году здесь было организовано товарищество обработки земли, в 1930 году — колхоз, с 1998 года сельскохозяйственный производственный кооператив.

## Население
| 1795 | 1859 | 1870 | 1913 | 1920 | 1926 | 1938 | 1949 | 1958 | 1970 | 1979 | 1989 | 2002 | 2010 | 2017 |
| ---- | ---- | ---- | ---- | ---- | ---- | ---- | ---- | ---- | ---- | ---- | ---- | ---- | ---- | ---- |
| 96   | 517  | 652  | 1291 | 1052 | 960  | 899  | 681  | 531  | 746  | 591  | 398  | 455  | 401  | 364  |

Национальный состав села — татары.

## Экономика
С 2006 года работает подразделение агрофирмы «Зай» (полеводство, молочное скотоводство).

## Инфраструктура
Средняя школа (с 1919 г. как начальная), врачебная амбулатория (с 1935 г.), дом культуры и библиотека (с 1969 г.), детский сад (с 1975 г.).

## Религия
В 1992 году на месте старой возведена новая мечеть.

## Известные люди
- М. Х. Хасанов (1930—2010) — доктор филологических наук, заместитель председателя Совета Министров ТАССР и Кабинета Министров РТ (в 1971—1992 гг.), академик и первый президент Академии наук РТ (в 1992–2006 гг.)